# Kalkulatorische Erlöse
Kalkulatorische Erlöse sind in der Betriebswirtschaftslehre und im Rechnungswesen Erlöse, denen kein eindeutiger Marktpreis gegenübersteht. Pendant sind die kalkulatorischen Kosten.
Sie sind lediglich kalkulatorischer Natur und fallen deshalb nicht pagatorisch als Einnahmen an. Daher erscheinen sie auch weder in der Gewinn- und Verlustrechnung noch in der Finanzbuchhaltung, sondern lediglich im internen Rechnungswesen.

## Arten
Alle innerbetrieblichen Leistungen, die weder direkt vermarktet werden noch indirekt in eine vermarktete Leistung eingehen (innerbetriebliche Leistungsverrechnung), sind kalkulatorische Erlöse. Deshalb gehören zu den kalkulatorischen Erlösen  Bestandsveränderungen in Form der Bestandserhöhung, Opportunitätserlöse, Anderserlöse und Zusatzerlöse. Opportunitätserlöse sind ersparte Kosten, weil sie bei der Entscheidung gegen eine andere Handlungsalternative nicht anfallen. Anderserlöse sind beispielsweise Bestandserhöhungen von Produkten, deren Wertansatz über oder unter den handelsrechtlichen Anschaffungs- oder Herstellungskosten liegen. Zusatzerlöse ergeben sich etwa bei einem im Rahmen der Sachziele entwickelten und nicht auf dem Markt verwerteten Patent, für das in der Bilanz und Steuerbilanz ein Aktivierungsverbot besteht.
Außerdem gehören aktivierte Eigenleistungen dazu. Ein weites Anwendungsgebiet sind die öffentliche Verwaltung und öffentliche Unternehmen, wenn sie dem Bürger Leistungen nicht kostendeckend oder gar zum Nulltarif überlassen.
Ausgehend vom Oberbegriff der Erlöse ergibt sich folgende Einteilung:
| Art    | Unterarten                                     | Unterarten                                                                           |
| ------ | ---------------------------------------------- | ------------------------------------------------------------------------------------ |
| Erlöse | Grunderlöse/Zweckerlöse kalkulatorische Erlöse | Anderserlöse, Bestandserhöhungen, Eigenleistungen, Opportunitätserlöse, Zusatzerlöse |

Die Grunderlöse sind identisch mit den Umsatzerlösen, die in der Gewinn- und Verlustrechnung erscheinen. Aus dieser gehen sämtliche kalkulatorischen Erlöse nicht hervor.

## Wirtschaftliche Aspekte
Alle bewerteten leistungsbezogenen Gütererstellungen lassen sich als kalkulatorische Erlöse bezeichnen. Der Autor geht davon aus, dass aufgrund der Dominanz kalkulatorischer Wertansätze der Teil der Erlösrechnung, dem die wertmäßige Abbildung der leistungsbezogenen Gütererstellung obliegt, eine kalkulatorische Erlösrechnung darstellt. Ist der Erlös größer als der Ertrag, liegt ein kalkulatorischer Erlös vor.
Die Berücksichtigung von Opportunitätserlösen innerhalb der kalkulatorischen Erlöse ist umstritten. Eine Meinung zählt die Opportunitätskosten zu den kalkulatorischen Erlösen im weiteren Sinne, denn sie lassen sich nicht unmittelbar aus den Herstellkosten ableiten. Eine andere Auffassung rechnet eingesparte Herstellkosten als Opportunitätserlöse den Zugängen im Lagerbestand oder eingesparte Vernichtungskosten der Weiterverarbeitung zu. Entscheidend ist jedoch, dass Opportunitätserlöse keine pagatorischen Erlöse sind, sondern zu den kalkulatorischen Erlösen gehören.